# Rock identitaire français
Der Rock identitaire français (RIF) ist eine „identitäre und patriotische“ Strömung in der französischen Rockmusik, die von verschiedenen nationalistischen Organisationen unterstützt wird. Die Commission nationale consultative des droits de l’homme stuft ihn als rechtsextrem ein. Ein vergleichbares Phänomen in Deutschland wird als Rechtsrock bezeichnet.

## Geschichte
In der zweiten Hälfte der 1990er Jahre entstanden, wird der Rock identitaire français von seinen Anhängern als systemkritische Gegenkultur und „Kultur der Rebellen“ bezeichnet, die ein größeres Publikum als der traditionelle Nationalismus erreichen soll.
Tatsächliches Ziel des Rock identitaire français sei die Gewinnung von Jugendlichen für die extreme Rechte, so eine Analyse der Zeitschrift L’Express. Dort wird – ausgehend von einer Äußerung von Fabrice Robert, dem Vorsitzenden des Bloc identitaire – weiter ausgeführt, dass die Gemeinsamkeit dieses Musikstils nicht die Rockmusik sei, da einige Gruppen auch rappen würden, sondern die rassistische Ideologie. L’Express berichtet weiter, dass die als RIF bezeichnete Musikszene von rassistischen und aggressiven Formulierungen durchsetzt sei.
Die Bands des Rock identitaire français berufen sich in ihren Äußerungen auf politische Ideen, die gegen eine Einwanderung nach Frankreich gerichtet sind und einen Vorrang für französische Staatsbürger bei staatlichen Leistungen fordern, eine sogenannte „préférence nationale“, wie sie vom Front National gefordert wird. Auch Antiamerikanismus und Globalisierungskritik sind häufig aufgegriffene Themen in ihren Liedern.
Bands des Rock identitaire français solidarisierten sich 1999 während des Kosovokriegs mit Serbien. Die Band In Memoriam gab am 25. und 26. April 1999 ein Konzert in Belgrad. Um diesen Krieg geht es in ihrem Lied Paris–Belgrade sowie im Lied von Vae Victis Sous les bombes (Unter den Bomben).

## Einordnung
Nach einem Bericht des polizeilichen Nachrichtendienstes Direction centrale des renseignements généraux von Januar 2005 sind rechtsextreme Skinheads im Rock identitaire français sehr aktiv. In einem Bericht, mit dem die Commission nationale consultative des droits de l’homme einen Mitarbeiter des Mouvement contre le racisme et pour l’amitié entre les peuples beauftragte, wurde die Website coqgaulois.com, wichtigstes Internetportal des Rock identitaire français, unter den rassistischen Seiten im Internet angeführt.
Allen Rassismusvorwürfen seitens u. a. Les Verts und des Mouvement contre le racisme et pour l’amitié entre les peuples zum Trotz wurde bisher kein Text aus dem Rock identitaire français vor Gericht verfolgt, anders als beim Rock anticommuniste. Dennoch wurde 1998 ein Konzert, das im Gedenken an den nationalistischen Aktivisten Sébastien Deyzieu stattfinden sollte, vom Saalvermieter, dem Club Dunois, abgesagt.
Nach Le Monde und dem Mouvement contre le racisme et pour l’amitié entre les peuples hat Maxime Brunerie, der 2002 ein Attentat auf den französischen Präsidenten Jacques Chirac verübte, für das Label Bleu Blanc Rock gearbeitet, das Aufnahmen des Rock identitaire français und des Rock anticommuniste vertreibt.

## Bands
- Basic Celtos
- Île de France
- In Memoriam
- Vae Victis
- Brixia
- Elendil
- Fraction (vormals Fraction Hexagone)
- Insurrection
- Aquilonia
- Terre de France
- Goldofaf
- Hotel Stella

## Labels
Die zwei zuvor wichtigsten Labels des Rock identitaire français, Memorial Records und Bleu Blanc Rock, haben sich Ende 2002 aufgelöst. Ihre Nachfolge haben die Labels Patriote Productions und Alternative-S angetreten.